# Вираджури
Вираджури (англ. Wiradjuri) — один из крупнейших народов австралийских аборигенов, традиционно проживающий в центральной части штата Новый Южный Уэльс. Их территория охватывает обширные районы между реками Лаклан (Галари), Маккуори (Вамбул) и Муррамбиджи (Маррамбидья).

## Язык
Язык вираджури относится к семье пама-ньюнганских языков и входит в ветвь вирадхурик. Хотя язык считается практически вымершим, предпринимаются активные усилия по его возрождению. Восстановленная грамматика, основанная на этнографических материалах и словарях, используется для преподавания языка в школах. Значительный вклад в это движение внесли старейшина Стэн Грант и лингвист Джон Раддер.

## Социальная организация
Общество вираджури было организовано в группы, связанные родством и территорией. Известны такие группы, как:

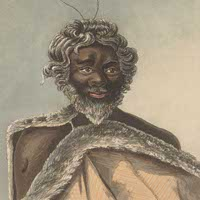
Предположительно воин-вираджури

- Наррандера — «колючая ящерица»
- Кутамундра — «черепаха»

- Марранбула — «две коры»

## Культура и быт
Вираджури были умелыми охотниками и собирателями. Их рацион включал рыбу, раков, кенгуру, эму, а также различные растения, такие как клубни орхидей, семена акации и корни ямса. Летом они путешествовали в горные районы для сбора мотыльков богонга.
Особенностью их культуры были плащи из опоссумовой шкуры, сшитые из нескольких шкурок. В 1815 году один из таких плащей был подарен губернатору Маккуори во время его визита в Батерст.

## Погребальные обряды
Вираджури были известны использованием резных деревьев — тафоглифов — для обозначения мест захоронения выдающихся членов племени. После смерти такого человека мужчины снимали кору с дерева и вырезали символы на стволе, обращённом к могиле. Эти деревья часто располагались рядом с реками, где земля была мягче для захоронений.

## Контакт с европейцами
Первое проникновение британских колонистов на территорию вирадджури произошло в 1813 году. В 1822 году Джордж Саттор основал участок земли, позднее известный как станция Брусдейл, после того как вирадджури показали ему местность с обильными водными ресурсами. Саттор выучил их язык и подружился с вождём Виндрадином. Однако с увеличением числа поселенцев конфликты между ними и вирадджури участились, что привело к так называемым Батерстским войнам.

## Известные представители
- Виндрадин — вождь, возглавлявший сопротивление колонизации

- Линда Бёрни — первая женщина-абориген, избранная в Палату представителей Австралии

- Тай Туиваса — профессиональный боец смешанных единоборств